# Gedung Cahya Kuningan
Gedung Cahya Kuningan is een bestuurslaag in het regentschap Lampung Barat van de provincie Lampung, Indonesië. Gedung Cahya Kuningan telt 2451 inwoners (volkstelling 2010).